# 深夜加油站遇見蘇格拉底 (電影)
《深夜加油站遇見蘇格拉底》（英語：Peaceful Warrior）是一部2006年德國與美國合拍的劇情片，由維克多·沙爾瓦執導，史考特·馬其洛茲、尼克·諾特與艾咪·史瑪特主演。電影改編自丹·米爾曼的1980年同名小說。獅門娛樂將電影定於2006年6月2日在美國有限上映，並於2007年3月30日重新廣泛上映。電影獲得了兩極的評價。

## 劇情
故事敘述一名少年得志奪牌無數的大學體操運動員（丹）在深夜時於加油站遇上了一名老人，他們說過幾句話後，丹戲稱老人為「蘇格拉底」。丹經常和老人聊天，從老人身上獲得了許多的人生智慧，不過，想獲勝奪牌的虛榮心卻蒙蔽了丹的雙眼......！

## 演員
- 史考特·馬其洛茲 飾 丹·米爾曼（Dan Millman）
- 尼克·諾特 飾 蘇格拉底（Socrates "Soc"）
- 艾咪·史瑪特 飾 喬（Joy）

## 反響
《深夜加油站遇見蘇格拉底》獲得的評價褒貶不一。爛番茄根據73篇評論，新鮮度25%，平均得分為4.7 / 10，但觀眾的新鮮度達76%。Metacritic得分40，好壞平均參雜。《芝加哥太陽報》的知名評論家羅傑·伊伯特給了電影2.5星的評價（滿分4星）。

## 外部連結
- 官方网站
- 互联网电影数据库（IMDb）上《Peaceful Warrior》的资料（英文）
- Box Office Mojo上《Peaceful Warrior》的資料（英文）
- 爛番茄上《Peaceful Warrior》的資料（英文）
- Metacritic上《Peaceful Warrior》的資料（英文）